# Saint-Arroman, Hautes-Pyrénées
Saint-Arroman là một xã thuộc tỉnh Hautes-Pyrénées trong vùng Occitanie tây nam nước Pháp.